# Markomannen

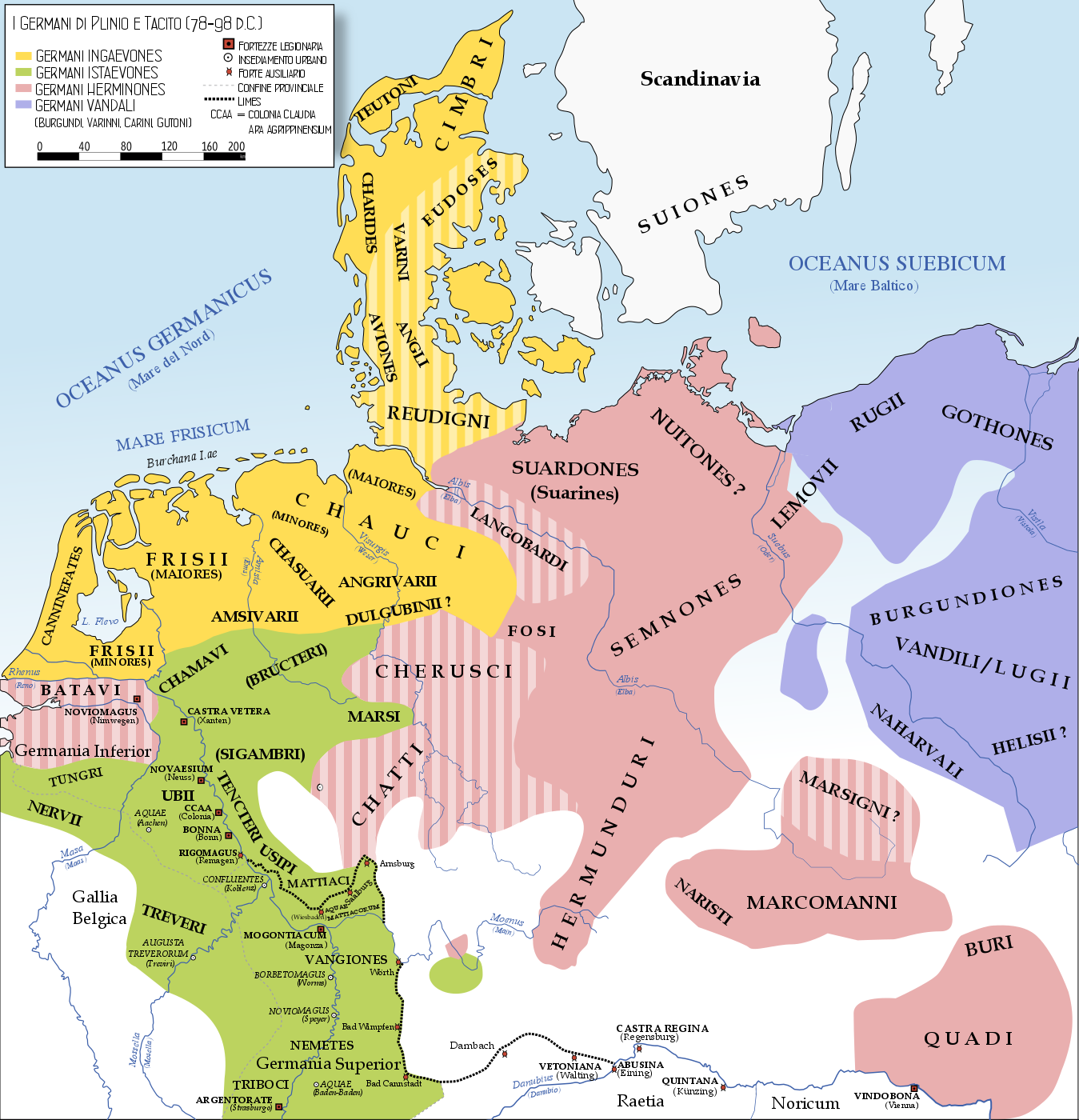
Wohnsitze der Markomannen in der Germania magna im 2. Jahrhundert n. Chr. (nach Plinius und Tacitus)

Die Markomannen (lat. Marcomanni) waren ein zu den Sueben gehöriger germanischer Stamm. Ihr Name, „Grenzleute“, setzt sich vermutlich aus proto-germanisch *markō „Mark, Grenze, Grenzland“ und *mann- „Mann, Mensch“ zusammen.

## Herkunft und Geschichte

### Erste antike Nachrichten zu den Markomannen
Die Bezeichnung Marcomanni ist erstmals in Gaius Iulius Caesars De bello Gallico im Zusammenhang mit römischen Schilderungen des Heeres des Ariovist 58 v. Chr. sicher bezeugt.
Die ursprünglich an der mittleren Elbe ansässigen suebischen Markomannen wurden wohl durch die Wanderungen von Kimbern und Teutonen aus ihren Sitzen an der Elbe in die obere und mittlere Mainregion abgedrängt. Bereits im 1. Jahrhundert v. Chr. tauchen Markomannen in antiken Kriegsereignissen auf: Ab 72 v. Chr. dienten Markomannen den Sequanern in den Auseinandersetzungen mit den Haeduern, 60 v. Chr. zerstörten die Daker mit Hilfe der Markomannen das Reich der Boier in Böhmen, 58 v. Chr. dienten Markomannen unter Ariovist im Kampf gegen Gaius Iulius Caesar.
Nach antiken Quellen wurde um 9 v. Chr. eine als Markomannen bezeichnete Stammesgruppe während der Drusus-Feldzüge in den Jahren 12 bis 8 v. Chr. erfolgreich vertrieben. Von Claudius Drusus besiegt, wichen sie unter ihrem bedeutenden Herrscher Marbod – der von den Römern als rex bezeichnet wurde – ins heutige Böhmen aus. Vermutlich schlugen sie dort die wenigen an ihren Wohnsitzen verbliebenen Boier. Den bisherigen Siedlungsraum der Markomannen übernahmen die suebischen Hermunduren. Eine andere Gruppe Markomannen wurde wohl in Flandern angesiedelt. Verbündete von Marbods großem Reich in Böhmen waren die Lugier, die Semnonen, die frühen Langobarden und andere benachbarte Stämme.

### Marbods Reich

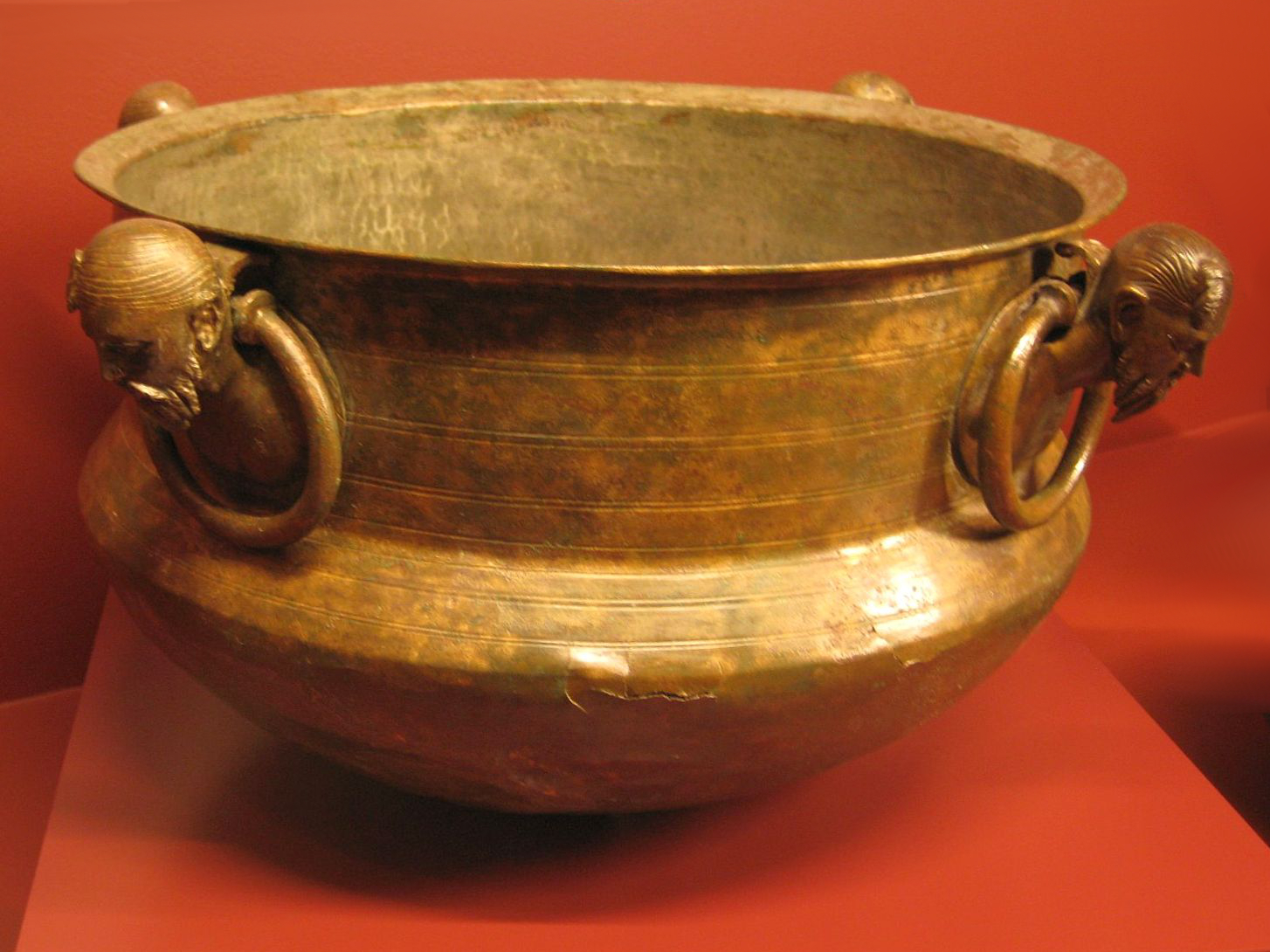
Kessel aus dem Königsgrab von Mušov

#### König Marbod
Marbod, der einer Familie der markomannischen Elite entstammte, als Jüngling in Rom lebte und sich der Wohltaten des Kaisers Augustus erfreute, wurde vermutlich auf römische Veranlassung nach der Niederlage des Stammes gegen Drusus zum Anführer der Markomannen und wanderte mit diesen ostwärts nach Böhmen aus. Dort etablierte er ein starkes markomannisches Reich – das sogenannte Marbodreich. Ab 3 v. Chr. weitete Marbod seine Herrschaft über benachbarte germanische Stämme wie die Hermunduren und Quaden, 5 n. Chr. die Semnonen und später auch die Langobarden aus, die er in einem Stammesbund zusammenführte.
Die Semnonen waren jedoch der Stamm, der sich Tiberius nicht unterwerfen wollte und der sich östlich der Elbe zurückgezogen hatte – das Gebiet, in dem sich Marbod aus römischer Sicht als Schutzherr Germaniens aufspielte. Die Schwierigkeiten der Römer an der Elbe rührten eindeutig daher, daß die Elbgermanen im Markomannenkönig einen Rückhalt fanden. Auf der östlichen Seite der Elbe versammelten sich zunehmend elbgermanische, von Marbod abhängige Truppen. Schon im Zuge des immensum bellum, eines schweren germanischen Aufstandes in den Jahren 1 bis 5 n. Chr., standen im letzten Kriegsjahr Semnonen, Hermunduren und Langobarden den Legionen des Tiberius an der Elbe gegenüber.
Das Marbodreich war nach dem Jahr 5 n. Chr. der letzte große Machtblock in Germanien und Augustus ordnete an, diesen anzugreifen.

#### Römischer Feldzug nach Böhmen

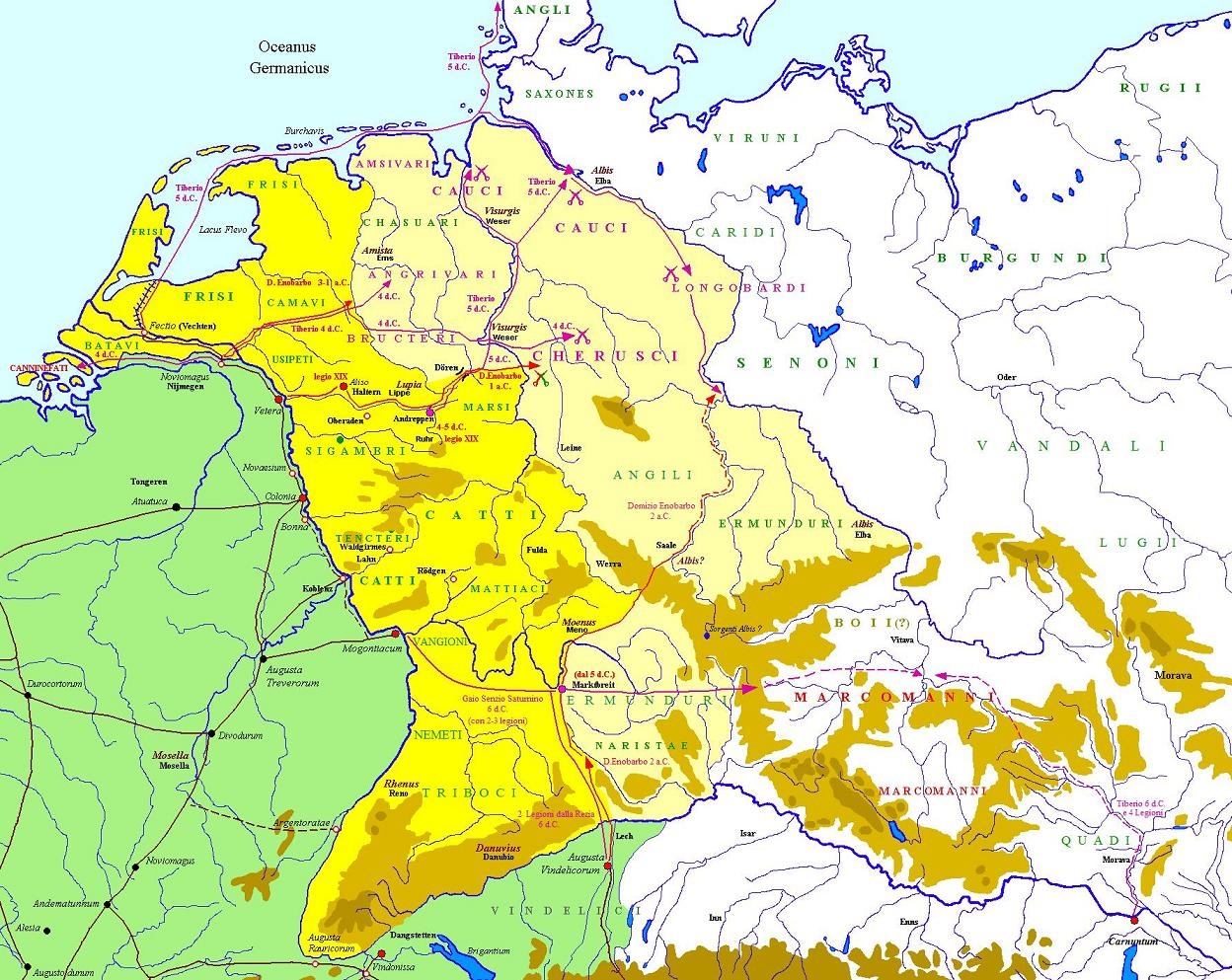
Römischer Feldzug in Germanien (12 BC – AD 16) des Tiberius und Saturninus gegen Marbod im Jahr 6 n. Chr.

Der antike Historiker Velleius Paterculus berichtet in seiner Römischen Geschichte als Zeitzeuge über diesen Feldzug gegen Marbods Reich:

„Diesen Mann nun und diese Gegend beschloss Tiberius Caesar im nächsten Jahr von verschiedenen Seiten her anzugreifen. Sentius Saturninus erhielt den Auftrag, mit seinen Legionen durch das Gebiet der Chatten nach Boiohaemum zu marschieren, so heißt die Gegend die Marbod bewohnt, und dabei sollte er eine Bresche durch die undurchdringlichen Herkynischen Wälder schlagen.“

Im Frühjahr 6 n. Chr. – Da es in Germanien nichts mehr zu besiegen gab als den Stamm der Marcomanni, – marschierte Tiberius mit sechs bis sieben Legionen von Carnuntum an der Donau durch das Marchtal wahrscheinlich über Mušov und Gaius Sentius Saturninus von Mogontiacum aus wohl über Marktbreit nach Böhmen. Vom Winterlager Anreppen aus kämpfte sich Sentius Saturninus mit seinen Legionen durch den Herkynischen Wald zu den Pässen des Böhmerwaldes vor.

„Ueberall, wo der Krieg am bedrohlichsten und gefahrvollsten war, trat Cäsar selbst voran; wo die Gefahr minder groß war, ließ er den Sentinus Saturninus, der schon als Legat seines Vaters in Germanien gewesen war, befehligen (...). — Der Sommerfeldzug jenes Jahres, der bis in den December ausgedehnt ward, gewährte den Vortheil eines gewaltigen Sieges. Kindesliebe rief Cäsar nach Rom, wiewohl der Winter die Alpenpässe fast vermauert hatte; Sorge für das Reich führte ihn mit dem Anfange des Frühlings nach Germanien zurück, wo der Fürst bei seinem Abgange mitten im Lande an der Quelle der Lippe den Platz für das Winterlager angewiesen hatte.“

Ausgangspunkt des Feldzuges war das Winterlager an der Quelle des Flusses Lippe, das Tiberius 4 n. Chr. dort hatte erbauen lassen. Sentius Saturninus überwinterte in den Jahren 4 bis 6 n. Chr. mit den Soldaten in diesem Lager an der Lippequelle, während Tiberius jeweils zu seinem Adoptivvater Augustus nach Rom heimkehrte. Tiberius und Sentius Saturninus unternahmen in den Jahren 4 und 5 n. Chr. nur Feldzüge im Norden und Nord-Osten von Germanien.
Das Heer von Marbod war mit 70.000 Fußsoldaten und 4.000 Reitern das größte germanische Aufgebot überhaupt.
Kurz vor der Vereinigung der beiden römischen Heeresgruppen brach jedoch der Pannonische Aufstand aus. Er griff auf ganz Illyrien über und gefährdete Makedonien und Italien. Tiberius schwenkte mit seinen Legionen sofort nach Süden in die Aufstandsgebiete um.

#### Der Pannonische Aufstand zwingt Rom zum Waffenstillstand

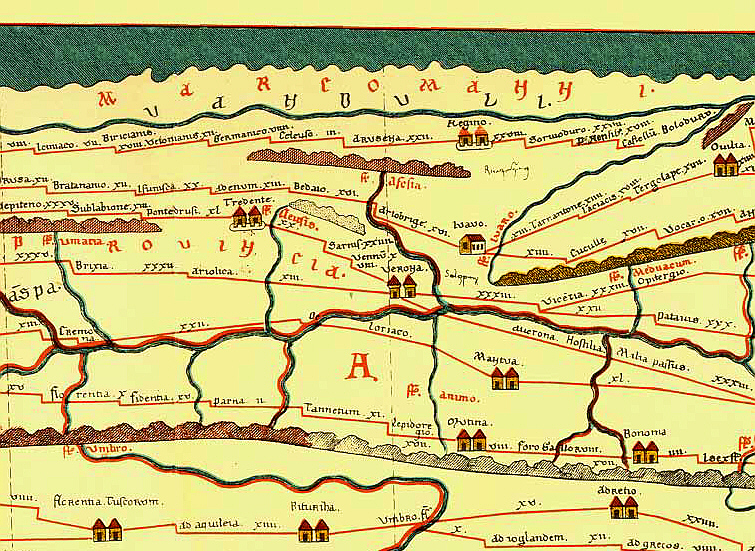
Die Marcomanni (mit Raetia und Noricum) auf der Tabula Peutingeriana

Der Verlauf der Kämpfe des sich ausbreitenden pannonisch-dalmatischen Aufstandes führte dazu, dass Tiberius mit den Markomannen einen Friedensvertrag schließen musste, in dem die Römer den Status quo und den Königstitel von Marbod anerkannten. Die offizielle Anerkennung seines Königstitels dürfte von einem reichen Strom wertvoller Geschenke und Handelsprivilegien begleitet gewesen sein. Die Römer behaupteten, sie hätten Marbod zum Frieden gezwungen, und Marbod prahlte später: „Von zwölf Legionen unter Führung des Tiberius angegriffen, habe er den Ruhm der Germanen unversehrt erhalten.“ Für die Römer war entscheidend, dass sich Marbod vom pannonischen Aufstand fernhielt.

#### Marbod und Arminius
Nach der Niederschlagung des Aufstandes in Pannonien 8 n. Chr. hatte Tiberius einen großen Teil der Auxiliartruppen in die Heimatstandorte zurückgeschickt, doch zogen sich die Kämpfe in Dalmatien noch bis 9 n. Chr. hin. Die wahrscheinlichste Folge nach der Beseitigung dieser Gefahr wäre nun eine Wiederaufnahme des Feldzuges gegen Marbod gewesen. Doch mittlerweile war Publius Quinctilius Varus überraschend mit drei Legionen vom Niederrhein zu einem Marsch an die Weser aufgebrochen. Die Nachricht von dessen verheerender Niederlage gegen den Cherusker-Fürsten Arminius erreichte Tiberius kurz vor der Überfahrt nach Italien.
Arminius bot Marbod nach der Varusschlacht 9 n. Chr. ein Bündnis gegen die Römer an und sandte ihm daher das Haupt des Varus, das der Markomannenherrscher jedoch Augustus ausliefern ließ und somit eine germanische Koalition ausschlug. Trotzdem erkannte Rom Marbod nie als offiziell verbündeten Klientelherrscher an. Zur Rache für die desaströse Niederlage der Römer führten Tiberius und Germanicus in den nächsten Jahren in Germanien Krieg gegen die Koalition des Arminius (Germanicus-Feldzüge), in dem sich Marbod neutral verhielt. Deshalb versagte ihm Rom militärische Unterstützung nach seinem 17 n. Chr. geführten Krieg gegen die Cherusker unter Arminius.
Marbods Heraushalten aus den Auseinandersetzungen zwischen Rom und den Cheruskern des Arminius führte im Jahr 17 n. Chr. – nach dem Austritt der suebischen Semnonen und Langobarden aus Marbods Stammesbund – zur unentschiedenen Schlacht zwischen Arminius und Marbod, aus der Marbod sich auf die Hügel zurückzog.

### Abhängigkeit von Rom
Dieser unentschiedene Kampf mit den Cheruskern unter Arminius im Jahr 17 n. Chr., der Rückzug in die Hügel und der nachfolgende Sturz Marbods im Jahr 19 n Chr. durch den Gotonen Catualda beendeten die Machtstellung der Markomannen, die danach unter römischen Einfluss gerieten. Catualda wiederum war noch im Jahr 19 von den Hermunduren vertrieben worden. Daraufhin eroberte der Quadenkönig Vannius das ehemalige markomannische Böhmen.

#### Imregnum Vannianum
Das von Rom gestützte regnum Vannianum des Vannius erstreckte sich über die in Böhmen verbliebenen Markomannen und die Quaden in Mähren; die Markomannen unter Vannius waren Rom zur Stellung von Hilfskontingenten verpflichtet. Seitdem sollen die Markomannen und Quaden von den gleichen Stammesführern – römisch als dux oder rex bezeichnet – beherrscht worden sein.
Nach 30 Jahren wurde auch Vannius durch die Lugier und die Hermunduren vertrieben, und seine Neffen (Schwesternsöhne) Vangio und Sido teilten sich die quadische Herrschaft, während sich die Römer ihres Friedens mit Geldzahlungen versicherten.
Die Abhängigkeit von Rom, die nur durch Aufstände in den Jahren 89 und 92 n. Chr. unterbrochen wurde, hielt bis zu den Markomannenkriegen an, die mit Unterbrechungen von 166 bis 180 n. Chr. dauerten.

### Aufstände der Markomannen gegen Rom

#### Erste Einfälle ins römische Gebiet

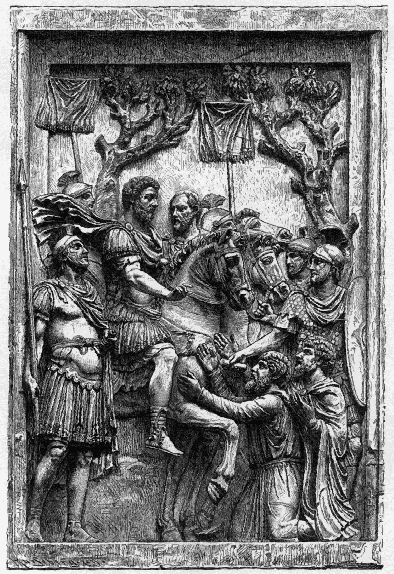
Marcus Aurelius, Markomannenhäuptlinge begnadigend – Relief eines unbekannten Ehrenbogens für Marc Aurel

In den Jahren 89 und 92 bis 93 n. Chr. kam es durch erste Aufstände der Markomannen, Quaden und Jazygen zu Waffengängen des Domitian, die für die Römern als Niederlagen endeten. Erst der Einfall der aufständischen Sueben unter Nerva in Pannonia im Jahr 79 n. Chr. endete mit einem Sieg für Rom. Dennoch blieb Pannonia superior ein Ziel von Einfällen der barbarischen Nachbarn im Norden, so in den Jahren 118 und 136 bis 140 n. Chr. Bedeutsam war der Handel der Markomannen mit den Römern im Reich bzw. der römische Import ins Barbaricum.

#### Die Markomannenkriege
Die von etwa 167 bis 182 währenden drei Markomannenkriege der römischen Kaiser Mark Aurel und des Commodus brachten Rom in die Defensive, wobei die Markomannen eine führende Rolle spielten. Schließlich zwang Mark Aurel die Markomannen in den Jahren 173 und 174 zum Frieden. Weiterer Bruch des Friedensvertrags mündete in den dritten Markomannenkrieg von 177 bis 180 n. Chr. und zum Eid des Kaisers, die Markomannen und Quaden zur deditio zu bringen, vermutlich beabsichtigte der Kaiser auch, eine römische Provinz Marcomannia einzurichten. Als Mark Aurel starb, waren 20.000 römische Soldaten im Land der Markomannen und Quaden stationiert; der Nachfolger, sein Sohn Commodus beendete die kriegerischen Auseinandersetzungen, indem er 174 n. Chr. einen dauerhaften Frieden mit den Markomannen und Quaden vereinbarte. Die Buren veranlasste dieser Friedensvertrag zu einem erneuten Feldzug. Auf der Marcussäule in Rom sind unter anderem Szenen der Markomannenkriege abgebildet. Gefangene Markomannen wurden in die Nähe von Ravenna zwangsumgesiedelt. Nach Kämpfen in den römischen Provinzen wurden sie überwiegend nach Gallien deportiert und dort angesiedelt.
In den Markomannenkriegen zeigten sich die Markomannen zusammen mit anderen germanischen und sarmatischen Stämmen als erbitterte und schlagkräftige Feinde des Römischen Reiches und drangen mehrmals tief in das Gebiet des Imperiums ein. Der römische Kaiser Mark Aurel musste die meiste Zeit seiner Regierung ihrer Abwehr widmen; er hielt sich im Legionslager Carnuntum in Pannonien nahe Vindobona, dem heutigen Wien auf. Nach Hans W. Haussig veränderten die Kriege mit dem Verwüsten der „fruchtbaren Poebene“ nachhaltig die „Struktur der Landwirtschaft“ in Italien, weshalb sich „die große Wende“ vollzog, die zum Niedergang der Landwirtschaft und später der sinkenden Bedeutung Italiens im römischen Reich geführt haben soll. Einige Forscher sehen die Markomannenkriege als Vorstufe der Völkerwanderung.

#### Die späten Unruhen
Weitere Einfälle der Markomannen auf römisches Reichsgebiet fanden laut antiken Quellen in den Jahren 310, 323, 357 und 374 statt.

### Auflösung der Stammesstruktur
Um 396 wurden durch Stilicho Teile der Markomannen, unter dem als dux bezeichneten Ehemann von Königin Fritigil, im später ostösterreichisch-westungarischen Raum (Pannonien) als Verbündete der Römer angesiedelt. Fritigil stand im Briefwechsel mit Bischof Ambrosius von Mailand und bewirkte die Christianisierung der Markomannen. Die umgesiedelten Markomannen befanden sich 433–451 unter der Herrschaft der Hunnen und kämpften auf ihrer Seite auf den katalaunischen Feldern, von denen sie nicht mehr nach Pannonien zurückkehrten. Die in Böhmen verbliebenen Markomannen gingen im 7. Jahrhundert (letzte germanische Siedlungsspuren in Böhmen) in den einwandernden Slawen auf und trugen eventuell zur Entstehung der Bajuwaren bei.

## Liste der überlieferten markomannischen Stammesführer
- um 9 v. Chr.–18 n. Chr.: Marbod
- 18/19 n. Chr.: Catualda
- ab etwa 19 n. Chr.: Vannius
- um 166: Ballomar
- um 255: Attalus[77]
- Um 396: Fritigil

Nach Tacitus kamen die markomannischen und quadischen „Herzöge“ bzw. „Könige“ bis ins 1. Jh. n. Chr. aus dem Geschlecht des Marbod und Tudrus.

## Kunstgeschichtliches
Viele Grabfunde in Böhmen, insbesondere jene aus den sogenannten Fürstengräbern der markomannischen Elite belegen ein hochstehendes Kunsthandwerk.